# Ria Ria
Ria Ria is een bestuurslaag in het regentschap Humbang Hasundutan van de provincie Noord-Sumatra, Indonesië. Ria Ria telt 1893 inwoners (volkstelling 2010).